# Солосора
Солосора — река в России, течёт по территории Мезенского района Архангельской области.
Вытекает из озера Солосоро на высоте 57 м над уровнем моря. Устье реки находится в 158 км по правому берегу реки Пёзы. Длина реки составляет 44 км. Основной приток — Мосеевский Выжлец.

## Данные водного реестра
По данным государственного водного реестра России относится к Двинско-Печорскому бассейновому округу, водохозяйственный участок реки — Мезень от водомерного поста деревни Малонисогорская и до устья. Речной бассейн реки — Мезень.
Код объекта в государственном водном реестре — 03030000212103000049859.